# Centro Nacional de Fotografía
El Centro Nacional de Fotografía (CNF) es una futura institución cultural española, dependiente del Ministerio de Cultura y Deporte, que tiene como objetivo la conservación, preservación, investigación, promoción y difusión del patrimonio fotográfico español en sus diversas facetas de creación y producción, tanto de la fotografía histórica como de la obra contemporánea.
El CNF tendrá su sede en la antigua sede del Banco de España en Soria.

## Historia
Las primeras ideas para crear un Centro Nacional de Fotografía nacen durante la presidencia del socialista Felipe González en la década de 1980, sin embargo, la idea no cogió fuerza hasta casi tres décadas después, siendo presidente del Gobierno José Luis Rodríguez Zapatero y ministra de Cultura Ángeles González-Sinde. Desde el principio, el objetivo del proyecto era rehabilitar la antigua sede del Banco de España en la capital de la provincia de Soria, que estaba abandonado desde 2002. Si bien las obras se iniciaron y se barajó que este inmueble también albergase la sede del Catastro en la provincia, el proyecto no llegó a concluirse debido a la crisis económica.
Una década más tarde, el 27 de noviembre de 2021, el presidente del Gobierno, Pedro Sánchez, anunció la creación del primer Centro Nacional de Fotografía de España, así como que su sede estaría en la ciudad de Soria. En 2022 se confirmó que la antigua sede del Banco Central albergaría el CNF y se proyectó una rehabilitación por valor de 4 millones de euros. Las obras están programadas para llevarse a cabo entre 2024 y 2025, con el objetivo de abrir la institución en 2026.
En su reunión del 18 de julio de 2023, el Consejo de Ministros, a propuesta del ministro Miquel Iceta, aprobó la creación del Centro Nacional de Fotografía.
En enero de 2025, se dio a conocer el nombramiento de Mónica Carabias como directora del Centro.